# Caprimulgus natalensis
Caprimulgus natalensis е вид птица от семейство Caprimulgidae.

## Разпространение
Видът е разпространен в Ангола, Ботсвана, Бурунди, Габон, Гана, Замбия, Зимбабве, Камерун, Република Конго, Демократична република Конго, Кот д'Ивоар, Кения, Либерия, Мали, Мозамбик, Намибия, Нигерия, Руанда, Сиера Леоне, Судан, Танзания, Уганда, Чад, Южна Африка и Южен Судан.